# بن دنیلز
بن دنیلز (انگلیسی: Ben Daniels؛ زادهٔ ۱۰ ژوئن ۱۹۶۴) یک هنرپیشه اهل بریتانیا است. وی از سال ۱۹۸۷ میلادی تاکنون مشغول فعالیت بوده‌است.
از فیلم‌ها یا برنامه‌های تلویزیونی که وی در آن نقش داشته است می‌توان به جک غول‌کش، توطئه، رستاخیز، چیز زیبا، من تو را می‌خواهم، مادلین، لاک، استثنا و تاج اشاره کرد.
بازی در دو فصل سریال جن گیر (۲۰۱۶-۲۰۱۸) به کارگردانی جرمی اسلاتر از دیگر کارهای اوست،وی در این سریال نقش یک کشیش همجنسگرا را بازی میکند.